# Protarache melaphora
Protarache melaphora là một loài bướm đêm trong họ Noctuidae.